# قیرا
قیرا (به انگلیسی: Guéra) یکی از منطقه‌های کشور چاد است. این منطقه در سال ۲۰۰۹ میلادی  ۵۵۳٬۷۹۵ نفر جمعیت داشته‌است.